# Karl Emig
Pour les articles homonymes, voir Emig.
Karl Emig (né le 13 mai 1902 à Eberbach et mort le 3 mars 1989 dans la même ville) est un pâtissier allemand et membre du Landtag de Bade-Wurtemberg.

## Biographie
Emig est né en 1902 et est le fils de Heinrich et Anna Emig. Il a trois frères et sœurs et deux demi-frères et sœurs. Après des études et un apprentissage au Kurhaus de Baden-Baden, il reprend la pâtisserie de son père à l'âge de 22 ans. Il se marie pour la première fois en 1928. Avec sa femme Käthe, il a deux enfants, Irmgard (née le 23 novembre 1928) et Karl jun. (né le 28 juin 1930). En 1931, sa première femme décède, après quoi Emig épouse sa sœur aînée Elise. Pendant la Seconde Guerre mondiale, Emig est caporal dans un bataillon anti-aérien.
Après la guerre, Emig retourne dans son café d'Eberbach et commence sa carrière politique. Il se marie une troisième fois après la mort de sa deuxième femme dans la vieillesse. Avec sa troisième épouse Elisabeth, il passe une retraite paisible jusqu'à sa mort en 1989 à l'âge de 86 ans.

## Politique
Emig rejoint la CDU dans le Wurtemberg-Bade en 1945. De 1945 à 1971, il est conseiller de l'arrondissement d'Heidelberg, pendant 15 ans au total, il est conseiller local dans sa paroisse d'origine et de 1960 à 1968 pour la circonscription de Heidelberg-Campagne au Landtag de Bade-Wurtemberg. Emig est fait citoyen d'honneur de la ville d'Eberbach. Le 12 juin 1970, il reçoit l'ordre du Mérite de la République fédérale d'Allemagne